# James Seth
James Seth, född 1860 i Edinburgh, död den 24 juli 1924, var en skotsk filosof. Han var bror till Andrew Seth Pringle-Pattison.
Seth verkade vid olika amerikanska universitet och blev 1898 professor i moralfilosofi i Edinburgh. Han invände mot Thomas Hill Greens uppfattning av viljans frihet och anslöt sig till Immanuel Kants lära om de praktiska postulaten. Som människolivets mål uppställde han "self-realisation", utvecklingen av ens egen personlighet.